# Kaijonjärvi
Kaijonjärvi är en sjö i Finland. Den ligger i kommunen Ranua i landskapet Lappland, i den norra delen av landet, 600 km norr om huvudstaden Helsingfors. Kaijonjärvi ligger 140,4 meter över havet. Arean är 71,4 hektar och strandlinjen är 4,23 kilometer lång. Sjön  ingår i Kuivajokis huvudavrinningsområde.   Den ligger vid sjön Tervonjärvi. Den sträcker sig 1,9 kilometer i nord-sydlig riktning, och 0,8 kilometer i öst-västlig riktning.